# کاوتانو
کاوتانو (به ایتالیایی: Cautano) یک کومونه در ایتالیا است که در استان بنونتو واقع شده‌است.

## خصوصیات
کاوتانو ۱۹٫۷ کیلومترمربع مساحت و ۲٬۱۹۱ نفر جمعیت دارد و ۳۰۰ متر بالاتر از سطح دریا واقع شده‌است.